# エベルハルト・ケルナー
エベルハルト・ケルナー（Eberhard Köllner、1939年9月29日 - ）は、ドイツ民主共和国の軍人、宇宙飛行士。
空軍学校を卒業後、国家人民軍航空軍勤務。1970年モスクワのガガーリンアカデミーを卒業。1974年から1976年までは第1戦闘航空団長を務める。
1976年11月25日、インターコスモス計画においてジークムント・イェーンらと共に宇宙飛行士に選ばれ、ソユーズ31号ミッションではイェーンのバックアップを務めた。1978年9月3日に宇宙飛行士を引退。その後は大佐として東ドイツの空軍アカデミー所長となるが、ドイツ統一後は西ドイツ軍（ドイツ連邦軍）への移行を拒んで役職から外れた。